# Ineke Lambers-Hacquebard

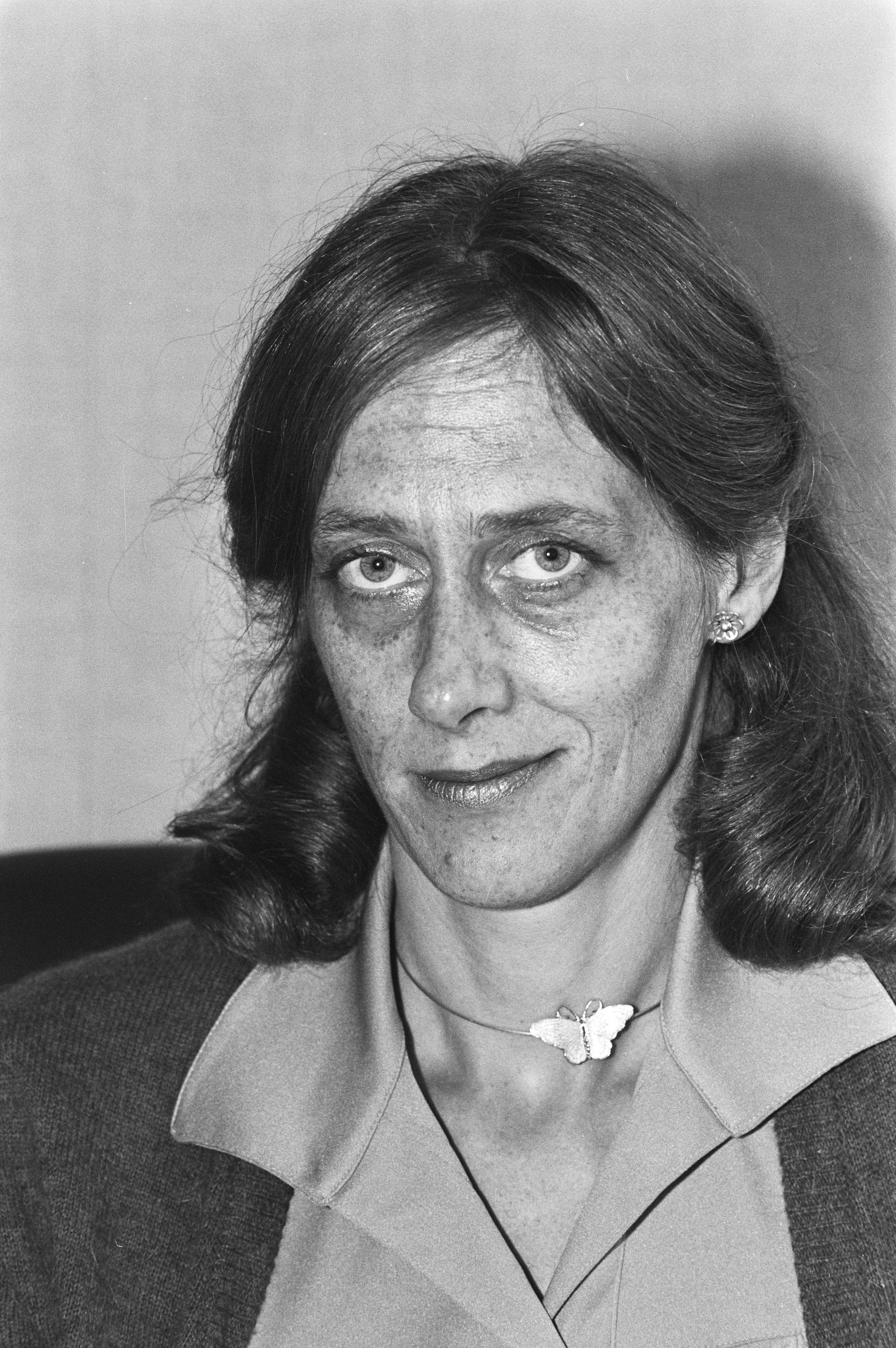
Ineke Lambers-Hacquebard (1981)

Jozina Johanna „Ineke“ Lambers-Hacquebard (* 12. März 1946 in Deventer, Provinz Overijssel; † 12. Mai 2014 in Roden, Noordenveld, Provinz Drenthe) war eine niederländische Politikerin der sozialliberalen Democraten 66 (D66), die Mitglied der Zweiten Kammer der Generalstaaten sowie einige Zeit Staatssekretärin war.

## Leben
Ineke Hacquebard begann nach Abschluss ihrer Schulausbildung am Gymnasium in Overveen 1964 ein Studium der Rechtswissenschaften an der Reichsuniversität Leiden, das sie im September 1969 abschloss.
Anschließend war sie Mitarbeiterin in der Abteilung für Stromversorgung im Wirtschaftsministerium sowie von 1972 bis 1973 Wissenschaftliche Mitarbeiterin der Juristischen Fakultät der Niederländischen Wirtschaftshochschule zu Rotterdam, ehe sie von 1973 bis 1977 Dozent für Rechtswissenschaften an der Einrichtung für Höhere Wirtschafts- und Verwaltungsausbildung HEAO (Hoger economisch en administratief onderwijs) in Groningen war. Daneben arbeitete sie in Teilzeit auch als Sachbearbeiterin bei der Gemeindeverwaltung Groningen, und zwar zunächst von 1973 bis 1974 für Personalangelegenheiten sowie anschließend zwischen 1974 und 1977 für Umweltangelegenheiten.
Am 8. Juni 1977 wurde Ineke Lambers-Hacquebard, die Sekretärin der D66-Arbeitsgruppe für Umwelt und Energie sowie Vorstandsmitglied der Democraten 66 in der Provinz Groningen war, Mitglied der Zweiten Kammer der Generalstaaten und vertrat dort bis zum 11. September 1981 die Interessen der sozialliberalen Democraten 66. Dort war sie zuletzt von Mai bis September 1981 Sekretärin der Fraktion der D66.
Nachdem Ministerpräsident Dries van Agt am 11. September 1981 mit seinem zweiten Kabinett eine Koalitionsregierung aus Christen-Democratisch Appèl (CDA), der sozialdemokratischen Partij van de Arbeid (PvdA) und D66 gebildet hatte, wurde Ineke Lambers-Hacquebard Staatssekretärin im Ministerium für Volksgesundheit und Umweltschutz. Sie war dort bis zum Ende der Amtszeit des dritten Kabinetts van Agt am 4. November 1982 zuständig für den Bereich Umweltschutz und damit die engste Mitarbeiterin der damaligen Ministerin für Gesundheit und Umweltschutz, Til Gardeniers-Berendsen vom CDA.
Kurz vor ihrem Ausscheiden aus der Regierung wurde sie am 16. September 1982 erneut Mitglied der Zweiten Kammer der Generalstaaten und gehörte dieser für die D66 bis zum 30. August 1983 an. In dieser Zeit war sie abermals Sekretärin der D66-Fraktion sowie zwischen Dezember 1982 und August 1983 zusätzlich auch stellvertretende Fraktionsvorsitzende. Am 9. Dezember 1982 wurde sie für ihre Verdienste zur Kommandeurin des Orden von Oranien-Nassau ernannt.
Nachdem sie zwischen März 1986 und März 1989 Vorsitzende des Vorstandskollegiums der Reichshochschule Groningen war, war sie zuletzt von März 1989 bis 1992 als Inspektorin für Hochschulbildung tätig.
Ineke Lambers-Hacquebard war mit Cornelis „Kees“ Lambers, einem Professor für Umweltrecht, verheiratet.